# Tecumseh (Nebraska)
Tecumseh è un comune degli Stati Uniti d'America, situato in Nebraska, nella contea di Johnson.